# Arion fagophilus
Arion fagophilus is een slakkensoort uit de familie van de Arionidae. De wetenschappelijke naam van de soort is voor het eerst geldig gepubliceerd in 1986 door De Winter.